# Arsenal FC in het seizoen 1995/96
Arsenal FC bracht een rustig seizoen 1995/96 door met een vierde plaats in de Premier League, een verbetering met acht plaatsen ten opzichte van het voorgaande seizoen. Het eindigde op 19 punten van landskampioen Manchester United, maar herstelde binnenskamers het evenwicht na een dramatisch en woelig seizoen 1994/95, waarin de club afscheid nam van succestrainer George Graham wegens witwaspraktijken. Dit seizoen kreeg de Schotse trainer Bruce Rioch de touwtjes in handen. Rioch loodste de club dus naar een vierde plaats. Onder zijn leiding bereikte Arsenal ook de halve finale van de League Cup, waarin uiteindelijke winnaar Aston Villa meer doelpunten op verplaatsing scoorde (2–2, 0–0) en zo doorstootte. In de FA Cup werd Arsenal opnieuw erg vroeg uitgeschakeld – in de derde ronde, met name door Sheffield United (1–1, 1–0). Arsenal heeft zijn kans op een landstitel allicht verkwanseld in de maand december, waarin de club drie gelijke spelen liet optekenen alsook een 3-1 nederlaag leed op bezoek bij Liverpool en thuis tegen Wimbledon (1-3). Voorts was er de geanticipeerde komst van de Nederlandse spits Dennis Bergkamp, gekocht van Inter voor £ 7.500.000. 

## Spelerskern
| Rugnummer     | Naam             | Nationaliteit | Geboortedatum | Bij de club sinds | Vorige club         |
| ------------- | ---------------- | ------------- | ------------- | ----------------- | ------------------- |
| Keepers       |                  |               |               |                   |                     |
| 1             | David Seaman     | Engeland      | 19-09-1963    | 1990              | Queens Park Rangers |
| 13            | Vince Bartram    | Engeland      | 07-08-1968    | 1994              | AFC Bournemouth     |
| 26            | Lee Harper       | Engeland      | 30-10-1971    | 1994              | eigen jeugd         |
| Verdedigers   |                  |               |               |                   |                     |
| 2             | Lee Dixon        | Engeland      | 17-03-1964    | 1988              | Bury                |
| 3             | Nigel Winterburn | Engeland      | 11-12-1963    | 1987              | Wimbledon           |
| 5             | Steve Bould      | Engeland      | 16-11-1962    | 1988              | Torquay United      |
| 6             | Tony Adams       | Engeland      | 10-10-1966    | 1983              | eigen jeugd         |
| 12            | Andy Linighan    | Engeland      | 18-06-1962    | 1990              | Norwich City        |
| 14            | Martin Keown     | Engeland      | 24-07-1966    | 1993              | Everton             |
| 18            | Steve Morrow     | Noord-Ierland | 02-07-1970    | 1988              | eigen jeugd         |
| 25            | Scott Marshall   | Engeland      | 01-05-1973    | 1991              | eigen jeugd         |
| Middenvelders |                  |               |               |                   |                     |
| 7             | David Platt      | Engeland      | 10-06-1966    | 1995              | UC Sampdoria        |
| 9             | Paul Merson      | Engeland      | 20-03-1968    | 1986              | eigen jeugd         |
| 15            | Ray Parlour      | Engeland      | 07-03-1973    | 1989              | eigen jeugd         |
| 17            | David Hillier    | Engeland      | 19-09-1969    | 1988              | eigen jeugd         |
| 19            | John Jensen      | Denemarken    | 03-05-1965    | 1992              | Brøndby IF          |
| 21            | Eddie McGoldrick | Ierland       | 30-04-1965    | 1993              | Crystal Palace      |
| 24            | Mark Flatts      | Engeland      | 14-10-1972    | 1992              | eigen jeugd         |
| 28            | Stephen Hughes   | Engeland      | 18-09-1976    | 1994              | eigen jeugd         |
| 29            | Adrian Clarke    | Engeland      | 28-09-1974    | 1993              | eigen jeugd         |
| Aanvallers    |                  |               |               |                   |                     |
| 8             | Ian Wright       | Engeland      | 03-11-1963    | 1991              | Crystal Palace      |
| 10            | Dennis Bergkamp  | Nederland     | 10-05-1969    | 1995              | Inter Milan         |
| 11            | Glenn Helder     | Nederland     | 28-10-1968    | 1995              | Vitesse             |
| 16            | John Hartson     | Wales         | 05-04-1975    | 1994              | Luton Town          |
| 20            | Chris Kiwomya    | Engeland      | 02-12-1969    | 1995              | Ipswich Town        |
| 23            | Paul Dickov      | Schotland     | 01-11-1972    | 1990              | eigen jeugd         |

- = Aanvoerder

### Manager
|         |                    |               |
| Functie | Naam               | Nationaliteit |
| Coach   | Bruce Rioch (foto) | Schotland     |

## Resultaten
Een overzicht van de competities waaraan Arsenal in het seizoen 1995-1996 deelnam.
| Premier League | FA Cup      | League Cup   |
| -------------- | ----------- | ------------ |
|                |             |              |
| 4e             | Derde ronde | Halve finale |

## Uitrustingen
Shirtsponsor: JVC

Sportmerk: Nike
| Thuis | Uit |

## Premier League

### Wedstrijden
| №  | Datum      | Wedstrijd                     | Uitslag | P  |
| -- | ---------- | ----------------------------- | ------- | -- |
| 1  | 20.08.1995 | Arsenal – Middlesbrough       | 1–1     | 1  |
| 2  | 23.08.1995 | Everton – Arsenal             | 0–2     | 4  |
| 3  | 26.08.1995 | Coventry City – Arsenal       | 0–0     | 5  |
| 4  | 29.08.1995 | Arsenal – Nottingham Forest   | 1–1     | 6  |
| 5  | 10.09.1995 | Manchester City – Arsenal     | 0–1     | 9  |
| 6  | 16.09.1995 | Arsenal – West Ham United     | 1–0     | 12 |
| 7  | 23.09.1995 | Arsenal – Southampton         | 4–2     | 15 |
| 8  | 30.09.1995 | Chelsea – Arsenal             | 1–0     | 15 |
| 9  | 14.10.1995 | Leeds United – Arsenal        | 0–3     | 18 |
| 10 | 21.10.1995 | Arsenal – Aston Villa         | 2–0     | 21 |
| 11 | 30.10.1995 | Bolton Wanderers – Arsenal    | 1–0     | 21 |
| 12 | 04.11.1995 | Arsenal – Manchester United   | 1–0     | 24 |
| 13 | 18.11.1995 | Tottenham Hotspur – Arsenal   | 2–1     | 24 |
| 14 | 21.11.1995 | Arsenal – Sheffield Wednesday | 4–2     | 27 |
| 15 | 26.11.1995 | Arsenal – Blackburn Rovers    | 0–0     | 28 |
| 16 | 02.12.1995 | Aston Villa – Arsenal         | 1–1     | 29 |
| 17 | 09.12.1995 | Southampton – Arsenal         | 0–0     | 30 |
| 18 | 16.12.1995 | Arsenal – Chelsea             | 1–1     | 31 |
| 19 | 23.12.1995 | Liverpool – Arsenal           | 3–1     | 31 |
| 20 | 26.12.1995 | Arsenal – Queens Park Rangers | 3–0     | 34 |
| 21 | 30.12.1995 | Arsenal – Wimbledon           | 1–3     | 34 |
| 22 | 02.01.1996 | Newcastle United – Arsenal    | 2–0     | 34 |
| 23 | 13.01.1996 | Middlesbrough – Arsenal       | 2–3     | 37 |
| 24 | 20.01.1996 | Arsenal – Everton             | 1–2     | 37 |
| 25 | 03.02.1996 | Arsenal – Coventry City       | 1–1     | 38 |
| 26 | 10.02.1996 | Nottingham Forest – Arsenal   | 0–1     | 41 |
| 27 | 24.02.1996 | West Ham United – Arsenal     | 0–1     | 44 |
| 28 | 02.03.1996 | Queens Park Rangers – Arsenal | 1–1     | 45 |
| 29 | 05.03.1996 | Arsenal – Manchester City     | 3–1     | 48 |
| 30 | 16.03.1996 | Wimbledon – Arsenal           | 0–3     | 51 |
| 31 | 20.03.1996 | Manchester United – Arsenal   | 1–0     | 51 |
| 32 | 23.03.1996 | Arsenal – Newcastle United    | 2–0     | 54 |
| 33 | 06.04.1996 | Arsenal – Leeds United        | 2–1     | 57 |
| 34 | 08.04.1996 | Sheffield Wednesday – Arsenal | 1–0     | 57 |
| 35 | 15.04.1996 | Arsenal – Tottenham Hotspur   | 0–0     | 58 |
| 36 | 27.04.1996 | Blackburn Rovers – Arsenal    | 1–1     | 59 |
| 37 | 01.05.1996 | Arsenal – Liverpool           | 0–0     | 60 |
| 38 | 05.05.1996 | Arsenal – Bolton Wanderers    | 2–1     | 63 |

### Eindstand
| Rang | Team                | We | Wi | Ge | Ve | Pu | Vo | Te | Sa  | Fa    |
| ---- | ------------------- | -- | -- | -- | -- | -- | -- | -- | --- | ----- |
|      | Manchester United   | 38 | 25 | 7  | 6  | 82 | 73 | 35 | 38  | 2,086 |
| 2    | Newcastle United    | 38 | 24 | 6  | 8  | 78 | 66 | 37 | 29  | 1,784 |
| 3    | Liverpool           | 38 | 20 | 11 | 7  | 71 | 70 | 34 | 36  | 2,059 |
| 4    | Arsenal             | 38 | 17 | 12 | 9  | 63 | 49 | 32 | 17  | 1,531 |
| 5    | Aston Villa         | 38 | 18 | 9  | 11 | 63 | 52 | 35 | 17  | 1,486 |
| 6    | Everton             | 38 | 17 | 10 | 11 | 61 | 64 | 44 | 20  | 1,455 |
| 7    | Blackburn Rovers    | 38 | 18 | 7  | 13 | 61 | 61 | 47 | 14  | 1,298 |
| 8    | Tottenham Hotspur   | 38 | 16 | 13 | 9  | 61 | 50 | 38 | 12  | 1,316 |
| 9    | Nottingham Forest   | 38 | 15 | 13 | 10 | 58 | 50 | 54 | -4  | 0,926 |
| 10   | West Ham United     | 38 | 14 | 9  | 15 | 51 | 43 | 52 | -9  | 0,827 |
| 11   | Chelsea             | 38 | 12 | 14 | 12 | 50 | 46 | 44 | 2   | 1,045 |
| 12   | Middlesbrough       | 38 | 11 | 10 | 17 | 43 | 35 | 50 | -15 | 0,7   |
| 13   | Leeds United        | 38 | 12 | 7  | 19 | 43 | 40 | 57 | -17 | 0,702 |
| 14   | Wimbledon           | 38 | 10 | 11 | 17 | 41 | 55 | 70 | -15 | 0,786 |
| 15   | Sheffield Wednesday | 38 | 10 | 10 | 18 | 40 | 48 | 61 | -13 | 0,787 |
| 16   | Coventry City       | 38 | 8  | 14 | 16 | 38 | 42 | 60 | -18 | 0,7   |
| 17   | Southampton         | 38 | 9  | 11 | 18 | 38 | 34 | 52 | -18 | 0,654 |
| 18   | Manchester City     | 38 | 9  | 11 | 18 | 38 | 33 | 58 | -25 | 0,569 |
| 19   | Queens Park Rangers | 38 | 9  | 6  | 23 | 33 | 38 | 57 | -19 | 0,667 |
| 20   | Bolton Wanderers    | 38 | 8  | 5  | 25 | 29 | 39 | 71 | -32 | 0,549 |

### Statistieken
Bijgaand een overzicht van de spelers van Arsenal, die in het seizoen 1995/96 onder leiding van de Schotse trainer-coach Bruce Rioch speeltijd kregen in de Premier League, die voor het eerst bestond uit 38 wedstrijden.
| Naam             | Duels | Goal | Kreeg geel | Kreeg voor de tweede keer geel en dus rood | Weggestuurd |
| ---------------- | ----- | ---- | ---------- | ------------------------------------------ | ----------- |
| Lee Dixon        | 38    | 2    | 2          | 0                                          | 0           |
| Paul Merson      | 38    | 5    | 2          | 0                                          | 0           |
| David Seaman     | 38    | 0    | 0          | 0                                          | 0           |
| Nigel Winterburn | 36    | 2    | 6          | 0                                          | 0           |
| Martin Keown     | 34    | 0    | 8          | 0                                          | 0           |
| Dennis Bergkamp  | 33    | 11   | 5          | 0                                          | 0           |
| Ian Wright       | 31    | 15   | 8          | 0                                          | 0           |
| David Platt      | 29    | 6    | 3          | 0                                          | 0           |
| Glenn Helder     | 24    | 1    | 0          | 0                                          | 0           |
| Ray Parlour      | 22    | 0    | 8          | 0                                          | 0           |
| Tony Adams       | 21    | 1    | 4          | 1                                          | 0           |
| Steve Bould      | 19    | 0    | 6          | 1                                          | 0           |
| John Hartson     | 19    | 4    | 3          | 0                                          | 0           |
| Andy Linighan    | 18    | 0    | 0          | 0                                          | 0           |
| John Jensen      | 15    | 0    | 4          | 0                                          | 0           |
| Scott Marshall   | 11    | 1    | 4          | 0                                          | 0           |
| Paul Dickov      | 7     | 1    | 0          | 0                                          | 0           |
| David Hillier    | 5     | 0    | 0          | 0                                          | 0           |
| Matthew Rose     | 4     | 0    | 0          | 0                                          | 0           |
| Steve Morrow     | 4     | 0    | 0          | 0                                          | 0           |
| Paul Shaw        | 3     | 0    | 0          | 0                                          | 0           |
| Eddie McGoldrick | 1     | 0    | 3          | 0                                          | 0           |
| Stephen Hughes   | 1     | 0    | 0          | 0                                          | 0           |
| Gavin McGowan    | 1     | 0    | 0          | 0                                          | 0           |